# Ambrosius Reuter
Ambrosius Reuter (* 14. Oktober 1497 in Ammerndorf, Landkreis Fürth; † 11. Juli 1564 in Wittenberg) war ein Wittenberger Bürgermeister, Richter und Kämmerer. Mit Melanchthon und Jakob Luther leitete er die Erbteilung zwischen Martin Luthers Kindern.

## Biographie
Ambrosius wurde am 14. Oktober 1497 in Ammerndorf, westlich von Nürnberg geboren. Er studierte zunächst ab dem Winter 1515 in Erfurt und vom Sommer 1520 an in Leipzig. 1521, mit Einschreibung am 11. März, setzte er sein Studium in Wittenberg fort. 1534 wurde er schließlich Wittenberger Ratsherr, 1534 Kämmerer, 1537, 1540 und 1543 jeweils Kämmerer und Stadtrichter. 1546 war Ambrosius Bürgermeister in Wittenberg. Nach einem letzten, darauf folgendem Jahr im Rat arbeitete er wahrscheinlich als Notar an der Universität.
1553 und 1554 war er mit Philipp Melanchthon und Jakob Luther Anwesender bei den beiden Erbteilungen zwischen Katharina (geboren von Bora) und Martin Luthers verwaisten Kindern Johannes, Martin, Paul und Margarethe.
Am 23. Juli 1554 wurde in Wittenberg  sein Sohn Konrad († 28. Mai 1626 in Bitterfeld) geboren, der 1591 in Bitterfeld erstmals Bürgermeister wurde. Gottfried Reuter war ein Sohn Konrads und Enkel des Ambrosius.
Reuters Grabstein ist am Südportal der Wittenberger Stadtkirche erhalten.